# René Pinchart
René Pinchart (ur. 24 czerwca 1891 w Maldegem, zm. 2 listopada 1970 w Middletown) – belgijski gimnastyk, medalista olimpijski.
W 1920 r. reprezentował barwy Belgii na letnich igrzyskach olimpijskich w Antwerpii, zdobywając brązowy medal w ćwiczeniach z przyrządem drużynowo. 
W latach 1928, 1932, 1948 oraz 1952 był trenerem olimpijskiej reprezentacji Stanów Zjednoczonych w szermierce.